# Saint-Romain-le-Puy
Saint-Romain-le-Puy este o comună în departamentul Loire din sud-estul Franței. În 2009 avea o populație de 3.536 de locuitori.

## Evoluția populației
| An        | 1975  | 1982  | 1990  | 1999  | 2006  | 2009  |
| --------- | ----- | ----- | ----- | ----- | ----- | ----- |
| Populație | 2.475 | 2.423 | 2.616 | 2.803 | 3.342 | 3.536 |